# Stemwede
Stemwede település Németországban, azon belül Észak-Rajna-Vesztfália tartományban. Lakosainak száma 13 314 fő (2023. december 31.). Stemwede Stemshorn, Bohmte, Rahden, Espelkamp és Preußisch Oldendorf községekkel határos.

## Népesség
A település népességének változása:
| Lakosok száma | 13 624 | 13 213 | 13 111 | 13 140 | 13 311 | 13 314 |
|               | 1975   | 2017   | 2019   | 2021   | 2022   | 2023   |